# Werner Faymann
Werner Faymann (n. 4 mai 1960, Viena) este un om politic austriac, cancelar federal al Austriei și președintele Partidului Social-Democrat Austriac (SPÖ) între anii 2008-2016.  

## Educație
Faymann s-a născut în Viena, Austria. După terminarea liceului, el s-a înscris la Universitatea din Viena la drept, științe politice și istoria artei, dar a participat doar la un curs introductiv și nu a dat niciun examen. În tot acest timp, el a lucrat ca șofer de taxi.

## Cariera politică
În 1981 Faymann a devenit președintele Organizației Socialiste de Tineret din Viena (Sozialistische Jugend Wien). Din 1985 până în 1988 Faymann a fost consultant la banca Zentralsparkasse der Gemeinde Wien (acum UniCredit Bank Austria AG). În acea vreme banca era apropiată de consiliul municipal, care era dominat de social-democrați. După ce a părăsit banca a devenit membru al consiliului municipal și al parlamentului landului Viena.
Faymann a fost Ministru Federal al Transporturilor, inovației și tehnologiei în guvernul lui Alfred Gusenbauer. Pe 16 iunie 2008 Faymann a fost numit președinte al Partidului Social-Democrat Austriac (SPÖ) și a condus partidul la alegerile legislative din 26 septembrie 2008. Deși SPÖ a pierdut 11 locuri și 6% din voturi (în fapt, cel mai slab rezultat de la Al Doilea Război Mondial), partidul au ieșit totuși învingător în fața partidului conservator rival, ÖVP, având cu 6 mandate mai mult (57 de locuri față de 51, adică 29,26% față de 25,98% din voturi). În aceste împrejurari, Faymann reînnoit „marea coaliție” cu populiștii, așa cum a promis și înaintea alegerilor.

### Cancelar al Austriei
Ca lider al celui mai mare partid din Nationalrat, Faymann a fost propus pe 8 octombrie 2008 de președintele Heinz Fischer pentru a forma un nou guvern.
O coaliție între SPÖ and the ÖVP a fost înființată în 2 decembrie 2008.
În afacerile interne, guvernele conduse de Faymann au fost notabile datorită introducerii mai multor reforme progresive în sectoare precum educația și securitatea socială.
Ca șef al guvernului, inițial a împărtășit atitudinea cancelarului german Angela Merkel, în favoarea acordării de azil miilor de refugiați veniți din țări sfâșiate de războaie civile sângeroase ca de exemplu în Siria. În anul 2015 Austria a primit pe teritoriul ei 90 000 de astfel de refugiați, reprezentând un număr echivalent cu 1% din populația Austriei. Odată cu scăderea sprijinului populației pentru această politică și greutățile ivite în aceste condiții în calea instituțiilor țării, Faymann a criticat poziția de „expectativă” a lui Merkel și a cerut luarea unor măsuri mai intense pentru combaterea șomajului în Europa. Măsurile pe care le-a luat pentru a stăvili valurile de imigrație prin așa numitul „traseu balcanic” au dus la o tensiune în relațiile dintre Austria și Germania. Reversul său a iritat pe o parte din membrii partidului social-democrat si nu au putut opri ascensiunea popularității liderului de extremă dreapta Norbert Hofer din Partidul Libertății care a primit 35% din voturi  și eșecul candidatului social democrat Rudolf Hundstorfer la prima rundă a alegerilor prezidențiale din 2016.   
În aceste împrejurări, la 9 mai 2016,  Faymann a demisionat din conducerea partidului și a guvernului.

## Viața personală
Faymann este căsătorit cu Martina Ludwig și are doi copii. El este un credicios romano-catolic.

## Legături externe
- de Site Oficial Arhivat în 24 ianuarie 2016, la Wayback Machine.